# Kamp De Fledders
Het Rijkswerkkamp De Fledders bij Norg, is in het midden van de jaren dertig gebouwd in het kader van de werkverschaffing voor de ontginning van woeste grond. Het is tot en met de jaren vijftig de verblijfplaats geweest van verschillende groepen mensen: werklozen, joodse vluchtelingen uit Duitsland, joodse dwangarbeiders, vrouwen met kinderen, collaborateurs, en ten slotte (onder de naam woonoord De Fledders) Molukkers. In 1959 of 1960 is het kamp afgebroken. Nu herinnert alleen nog een gedenkplaat aan dit kamp.

## Locatie
Het kamp De Fledders was gelegen tussen Westervelde en Zuidvelde, ten zuiden van Norg in de provincie Drenthe, waar nu nog een weg met de naam De Fledders ligt. In de tijd dat het gebouwd werd en in gebruik was lag dat in de gemeente Norg, maar sinds de gemeentelijke herindeling van 1998 maakt de locatie deel uit van de nieuwe gemeente Noordenveld.

## Voor de oorlog
Het kamp deed aanvankelijk dienst als verblijfplaats van gevluchte joden uit Duitsland en werklozen die werden aangesteld voor ontginningswerk.
In 1939 ging de organisatie van de kampen over op de nieuw opgerichte Rijksdienst voor de Werkverruiming.

## Tijdens deTweede Wereldoorlog

### Joods werkkamp
Vanaf juli 1942 bood het kamp plaats aan 120 joodse dwangarbeiders. De mannen werden ondergebracht in een grote barak bestaande uit vier kamers. Verder was er nog een wc-barak, een kantine, een machinekamer en een opzichterswoning.
Het kamp was in die tijd omgeven met prikkeldraad, en de bewoners hadden geen bewegingsvrijheid. Ze mochten geen pakjes ontvangen, hun rookkaarten werden afgenomen, en ze kregen weinig te eten. Ze mochten geen bezoek ontvangen, en het regime deed denken aan militaire dienst: alles model en op de klok.
Toch hield men het moreel hoog. S. Slager schreef op 25 juli: Ik ben gezond en heb mij reeds bij het kampleven aangepast. Het werk is weliswaar moeilijk, maar het is te doen. En al zijn wij 's avonds als wij van het werk thuiskomen zeer vermoeid. Na een 'grote schoonmaak' en een goed toebereiden stamppot zijn wij allen zeer frisch en springlevend. Er heerscht hier een goede stemming. Er wordt gekaart, gebiljart, zelf weleens gemusiceerd.
Er moest echter hard gewerkt worden. In dezelfde periode schreef Harry de Metz: Ik loop nu met kruiwagens met zand en moet er 16 per uur doen, 40 meter verbrengen en zelf inscheppen. Dus dat valt niet mee. Ik loop zo'n hele dag 12,5 km, op planken dat je er duizelig van wordt, maar ik bijt op mij tanden.
Na het werk moest er nog een uur gemarcheerd worden. Reeds om negen uur 's avonds lagen de dwangarbeiders op bed.
In de nacht van 2 op 3 oktober 1942 - op Jom Kipoer - werden de dwangarbeiders gedeporteerd naar kamp Westerbork. Van daaruit werden zij naar Oost-Europese vernietigingskampen gestuurd. Geen van hen heeft dat overleefd.

### Verder gebruik in de oorlog
In de loop van 1943 werden korte tijd vrouwen - afgedankte minnaressen van Duitse officieren - en hun kinderen in De Fledders ondergebracht.

## Na de oorlog

### Detentiekamp voor collaborateurs
Na de oorlog diende het kamp voor de internering van NSB'ers en van collaboratie verdachte personen.

### Moluks woonoord De Fledders
In 1951 werden in het kamp Molukse KNIL-militairen, die op dienstbevel uit Indonesië geëvacueerd waren, met hun gezinnen (ca. 72 personen) ondergebracht. Het kamp heette vanaf toen Moluks woonoord De Fledders. In 1960 is de laatste barak afgebroken.

### Gedenkplaat

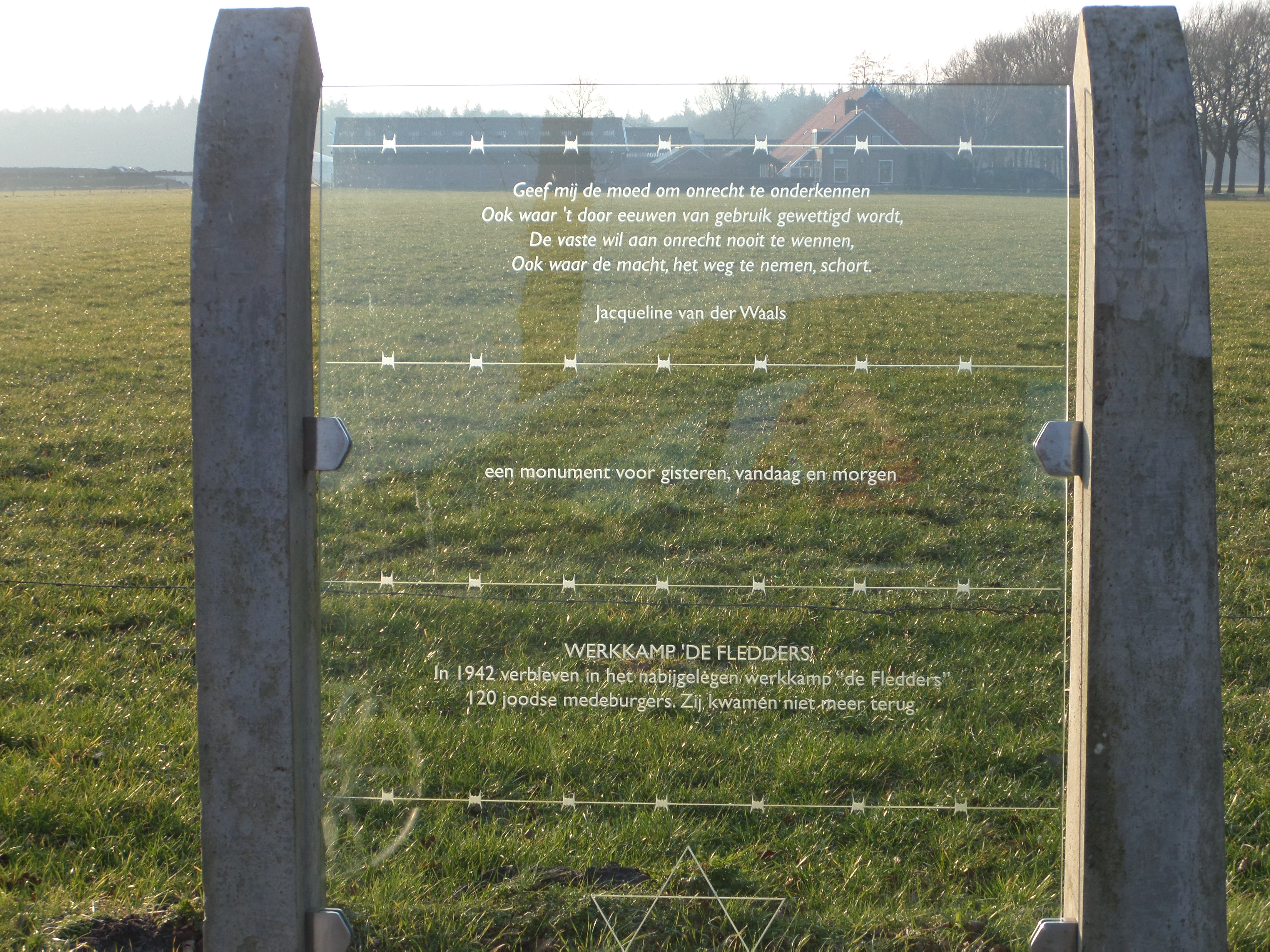
Monument bij het voormalige kamp De Fledders, gelegen tussen Veenhuizen en Westervelde in de gemeente Noordenveld, Drenthe, Nederland.Gebruikt van 1933 tot 1958 voor dieverse doeleinden.

Niets in het landschap herinnert nog aan het voormalig Rijkswerkkamp: de woeste gronden van toen zijn nu landbouwgronden. Alleen een gedenkplaat herinnert nog aan deze plek.
Het monument Kamp De Fledders is een glasplaat, ingeklemd tussen twee betonnen, gebogen houders. Op de glasplaat is een tekst aangebracht. Tussen de regels is prikkeldraad verbeeld. Het gedenkteken staat op een gemetseld plateau, in de vorm van een davidster.
De tekst op de glasplaat luidt:
IN 1942 VERBLEVEN IN HET NABIJGELEGEN WERKKAMP
"DE FLEDDERS" 120 JOODSE MEDEBURGERS.
Hierboven is een gedicht van Jacqueline van der Waals aangebracht.
Het glaswerk staat symbool voor het bieden van perspectief. De twee houders refereren aan de hekken in de concentratiekampen. Het prikkeldraad symboliseert afscheiding. Met het monument wil men heden, verleden en toekomst met elkaar verbinden.